# Przyłęk (Powiat Zwoleński)
Przyłęk ist ein Dorf sowie Sitz der gleichnamigen Landgemeinde (gminy wiejskie) im Powiat Zwoleński der Woiwodschaft Masowien, Polen.

## Gemeinde
Zur Landgemeinde Przyłęk gehören folgende 30 Ortschaften mit einem Schulzenamt:
Andrzejów
Babin
Baryczka
Grabów nad Wisłą
Helenów
Ignaców
Kulczyn
Krzywda
Lipiny
Lucimia
Łagów
Łaguszów
Ławeczko Nowe
Ławeczko Stare
Mierziączka
Mszadla Dolna
Mszadla Nowa
Mszadla Stara
Okrężnica
Pająków
Przyłęk
Rudki
Stefanów
Szlachecki Las
Wysocin
Wólka Łagowska
Wólka Zamojska
Załazy
Zamość Nowy
Zamość Stary
Weitere Orte der Gemeinde sind Borowiec, Kulczyn (osada) und Ruda.